# Svalbarðseyri
Svalbarðseyri är en ort i republiken Island.   Den ligger i regionen Norðurland eystra, i den norra delen av landet, 250 km nordost om huvudstaden Reykjavik. Svalbarðseyri ligger 92 meter över havet och antalet invånare är 305.
Terrängen runt Svalbarðseyri är huvudsakligen kuperad, men åt nordväst är den platt. Havet är nära Svalbarðseyri åt nordväst. Runt Svalbarðseyri är det ganska tätbefolkat, med 52 invånare per kvadratkilometer. Närmaste större samhälle är Akureyri, 6,4 km söder om Svalbarðseyri. Trakten runt Svalbarðseyri består i huvudsak av gräsmarker.
Inlandsklimat råder i trakten. Årsmedeltemperaturen i trakten är −1 °C. Den varmaste månaden är juli, då medeltemperaturen är 10 °C, och den kallaste är februari, med −10 °C.